# Zachariah Rapola
Mabule Zachariah Rapola (* in Alexandra, Johannesburg) ist ein südafrikanischer Schriftsteller.

## Leben
Rapola wurde in Alexandra geboren und wuchs dort auf. Er studierte Film in Südafrika, Frankreich und Dänemark. Als Stipendiat nahm er im Jahr 2000 am International Writing Program der University of Iowa teil. Darüber hinaus war er Fellow des britischen Austauschprojekts Crossing Borders sowie 2003 Teilnehmer des Caine Writers’ Prize Workshops. Zu seinen Mentoren zählten unter anderem E’skia Mphahlele, Nadine Gordimer und Lionel Abrahams. Als freier Journalist schrieb er u. a. für den Sowetan, die City Press sowie das Mail & Guardian. Außerdem war er zweimal Finalist eines nationalen Lyrikwettbewerbs in Südafrika.

## Wirken
Rapola veröffentlichte Kurzgeschichten und Gedichte in Südafrika, Dänemark und den USA. Seine Kurzgeschichtensammlung Beginnings of a Dream (2007) wurde 2008 mit dem Noma-Preis für afrikanische Literatur ausgezeichnet. Er gilt damit als einer der herausragenden, wenn auch wenig beachteten, Kurzgeschichtenautoren Südafrikas. Neben literarischen Texten für Erwachsene umfasst sein Werk auch mehrere Jugendromane, darunter Stanza on the Edge (2001), Stanza and the Jive Mission (2005) und Stanza’s Soccer World Cup (2009), die allesamt bei Maskew Miller Longman erschienen. Weiterhin ist er Autor von The Contact, Lesiba the Calligrapher, Rituals for Martha, Androgena’s Jigsaw Puzzle sowie Born on a Train. Er arbeitet zudem an Film- und Fernsehprojekten, darunter die TV-Serien Mponeng, Matatiele, Ihawu und Hola! Mpinji. In Zusammenarbeit mit dem ugandischen Filmemacher Alex Musoke entstand außerdem eine Verfilmung der Stanza-Reihe. Rapola ist überdies Mitherausgeber der 2020 erschienenen Anthologie The Passport That Does Not Pass Ports: African Literature of Travel in the Twenty-First Century.